# Peqin
Peqin (alb. Peqin, Peqini) – miasto w środkowej Albanii, ośrodek administracyjny okręgu Peqin i gminy w obwodzie Elbasan. Ludność: 7,5 tys. (2005).
W mieście rozwinął się przemysł spożywczy oraz lekki.